# Monopsyllus argus
Monopsyllus argus är en loppart som beskrevs av Rothschild 1908. Monopsyllus argus ingår i släktet Monopsyllus och familjen fågelloppor. Inga underarter finns listade i Catalogue of Life.